# هوانگاکسان
هوانگاکسان (به لاتین: Hwangaksan) یک کوه در کره جنوبی است که در کره جنوبی واقع شده‌است. هوانگاکسان ۱٬۱۱۱ متر بالاتر از سطح دریا واقع شده‌است.